# Proste zadanie kinematyki
Proste zadanie kinematyki polega na obliczeniu pozycji i orientacji członu roboczego względem układu odniesienia podstawy dla danego zbioru współrzędnych konfiguracyjnych. Zadanie to można traktować jako odwzorowanie opisu położenia manipulatora w przestrzeni współrzędnych konfiguracyjnych na opis przestrzeni współrzędnych kartezjańskich.